# Kam Uszong
Kam Uszong (hangul: 감우성, handzsa: 甘宇成, RR: Kam Wu-seong, Kam Woo-sung; 1970. október 1.–) dél-koreai színész, külföldön leginkább A király és a bohóc című filmből ismert.

## Élete és pályafutása
Kam a Szöuli Nemzeti Egyetemen végzett keleti festészet szakon.
Színészi karrierje 1991-ben kezdődött az Our Paradise című televíziós sorozatban, amit követően számos, modern környezetben játszódó sorozatban szerepelt. Mintegy tíz évvel később, a Marriage is a Crazy Thing című alkotás volt az első mozifilmje.
2005-ben A király és a bohóc volt Kam első szaguk (történelmi dráma) filmje, a szerepre korábban Csang Hjokot kérték fel, ő azonban katonai behívója miatt nem tudta elvállalni.

## Filmográfia

### Filmek
- Marriage is a Crazy Thing (2002)
- R-Pont – A halálzóna (2004)
- The Spider Forest (2004)
- A Bold Family (2005)
- A király és a bohóc (2005)
- Big Bang (2007)
- My Love (2007)
- Outlaw (2010)

### Televíziós sorozatok
- Our Paradise (MBC, 1990)
- Public Loan 20 Talents (MBC, 1991)
- Fascination (MBC, 1992)
- MBC Best Theater '지난 겨울 우리는' (MBC, 1993-Feb-19)
- MBC Best Theater '유년의 삽화' (MBC, 1993-Aug-27)
- Trumpet Flower (MBC, 1993)
- Season of the Storm (MBC, 1993)
- The White Journey 하얀 여로 (MBC, 1994)
- MBC Best Theater '하얀 여로' (MBC, 1994-Mar-25)
- To Make a Man (KBS, 1995)
- The Mountain (MBC, 1997)
- Premonition (MBC, 1997)
- Song of the Wind (SBS, 1998)
- Shy Lover (MBC, 1998)
- Michiko (MBC, 1999)
- I'm Still Loving You (MBC, 1999)
- Medical Center (SBS, 2000)
- Say It With Your Eyes (MBC, 2000)
- Stars Rise Even in the Day (MBC, 2001)
- Hyun Jung, I Love You (MBC, 2002)
- Alone in Love (SBS, 2006)
- The King of Legend (KBS, 2010-11)
- My Spring Days (MBC, 2014)

## Díjai is elismerései
- 2006 Grand Bell Awards: Legjobb színész (A király és a bohóc)[5]
- 2006 Chunsa Film Art Awards: Legjobb színész  (A király és a bohóc)[6]
- 2006 Blue Dragon Film Awards: Legjobb színész (A király és a bohóc), jelölés[5]
- 2006 Paeksang Arts Awards: Leghobb színész (A király és a bohóc), jelölés[5]
- 2002 MBC Drama Awards: Legjobb színész (Hyun Jung, I Love You)[7]
- 2002 Grimae Awards: Legjobb színész (Marriage is a Crazy Thing)[7]
- 2002 Korean Film Awards: Legjobb új színész (Marriage is a Crazy Thing)[8]
- 1999 MBC Drama Awards: Népszerűség-díj